# Zlokućane (Serbien)
Zlokućane (serbisch Злокућане) ist ein Dorf in der Gemeinde Leskovac im Okrug Jablanica in Serbien. Im Jahr 2002 lebten in dem Dorf, das auf einer Höhe von 281 Metern liegt, 217 Einwohner. 1991 waren es noch 254. In der Nähe des Dorfes wurde im Jahr 1909 eine große vorgeschichtliche Siedlung aus dem Neolithikum, der Bronzezeit und der frühen Eisenzeit entdeckt.